# Perro Fernando
El Perro Fernando fue un conocido perro vagabundo que vivió en la ciudad de Resistencia, provincia del Chaco, Argentina, en la década de 1950 y principios de 1960. Se hizo conocido entre los habitantes de la ciudad por frecuentar bares y conciertos a los que concurrían músicos, artistas y políticos de la capital. Murió el 28 de mayo de 1963 al ser atropellado por un auto en la plaza frente a Casa de Gobierno. Sus restos fueron enterrados en la vereda de El fogón de los arrieros, un museo de la ciudad. Allí puede leerse un epitafio que dice «A Fernando, un perrito blanco que, errando por las calles de la ciudad, despertó en infinidad de corazones un hermoso sentimiento»
Se dice que su entierro fue el más concurrido en la historia de la ciudad.
Después de su muerte, ha recibido muchos homenajes por parte de músicos y artistas más dos esculturas en la ciudad: una sobre su tumba y una última de bronce frente a la Casa de Gobierno provincial. Finalmente, en uno de los accesos a la ciudad, puede leerse en un cartel un saludo al viajero que reza: «Bienvenido a Resistencia, ciudad de Fernando».

## Biografía
El can apareció de repente, en Nochebuena de 1951, en un bar de Resistencia, capital de la provincia argentina del Chaco, buscando refugiarse de una fuerte tormenta. Entonces, se tumbó a los pies de Fernando Ortiz, un cantante de boleros que, por esas cosas del destino, estaba de paso por la ciudad en la que, desde ese día, se quedó para siempre. Fue así que se transformó en mascota del músico, que lo llevó consigo a sus funciones y otros conciertos, lugares donde la gente empezó a tomarle cariño.
El perro se supo ganar el corazón de los lugareños e hizo de la ciudad su casa. Todos querían recibirlo en sus hogares o compartir un rato con él en los bares y restaurantes que frecuentaba. Así fue que pronto desarrolló una rutina que, por lo general, consistía en:
- Dormir en la recepción del Hotel Colón.
- Desayunar café con leche y medialunas en el despacho del gerente del Banco Nación.
- Visitar la peluquería ubicada junto al Bar Japonés.
- Almorzar en el restaurante El Madrileño o en el Sorocabana.
- Tomar una siesta en la casa del doctor Reggiardo.
- Perseguir gatos en la plaza principal.
- Cenar en el Bar La Estrella.[4]

### Crítico musical
Se comentaba que Fernando tenía buen oído para la música. Asistía a conciertos, fiestas públicas y privadas, y carnavales. Siempre tenía un lugar de privilegio en estos encuentros. Se solía sentar junto a la orquesta o los solistas y meneaba su cola en señal de aprobación. Pero si alguien equivocaba una nota o desafinaba, empezaba a gruñir, o a aullar, y finalmente se iba.
Muchas veces la crítica del espectáculo al día siguiente, dependía de las reacciones que había tenido el perro. No se perdía ninguna actividad en la que hubiera música. Incluso desaprobó a un importante pianista polaco que ofreció un recital con la sala llena en la principal sala de la ciudad. Fernando gruñó en un par de oportunidades, lo que motivó que, hacia el final del espectáculo, el músico se levantara de su silla y admitiera: “Tiene razón. Me equivoqué dos veces”.
Crónica, Clarín y La Nación de Buenos Aires se ocuparon de él, al igual que la BBC de Londres y el New York Times. Ningún viajero pasaba de largo sin buscarlo, conocerlo y fotografiarlo. La gente de entonces relataba cosas sorprendentes de Fernando, como su extraño hábito de aparecer sorpresivamente en exposiciones, conciertos, conferencias, cumpleaños o bodas. Un día estuvo al lado del entonces presidente Juan Domingo Perón en el balcón del Ministerio de Salud Pública. Siempre había una silla para él en el Club Social, donde un día también compartió una fiesta de gala con otro presidente de la Nación, el teniente general Aramburu.

### El final
La mañana del 28 de mayo de 1963, lo encontraron agonizando en la puerta del Banco Español. Lo había atropellado un automóvil.  
Su muerte fue noticia nacional, porque hasta los diarios de Buenos Aires se hicieron eco de ello. Altas personalidades, delegaciones municipales y culturales, estudiantes y vecinos lo llevaron hasta su última morada, en la vereda del Fogón de los Arrieros. Fue un día de honda y sincera tristeza para Resistencia, y muchos locales comerciales cerraron sus puertas, en señal de duelo.
Periódicamente, la ciudad de Resistencia elabora actividades alusivas al perro “Fernando”, especialmente con motivo de cumplirse años de su muerte.